# Spoorlijn Zürich - Näfels
De spoorlijn Zürich - Näfels ook wel Linker Zürichseelinie of Linker Zürichseebahn of Seebahn genoemd is een Zwitserse spoorlijn tussen Zürich HB - Pfäffikon SZ en Ziegelbrücke langs de Zürichsee aan de zuidelijke oever gelegen.
Niet te verwarren met de Rechter Zürichseelinie of Rechter Zürichseebahn gelegen aan de noordelijke oever.

## Geschiedenis
Het traject tussen Zürich HB en Ziegelbrücke werd in 1875 geopend door de Schweizerische Nordostbahn (NOB). Dit traject werd later verlengd tot Näfels.

### Geschiedenis Rechter Zürichseelinie
Het traject van de Rechter Zürichseelinie loopt tussen Zürich HB - Meilen - Rapperswil. 

### Zürich - Thalwil
Het traject van de Zürichseelinie verlaat het emplacement van Zürich met twee sporen in zuidelijke richting. Parallel aan dit traject werd in 2004 de Zimmerberg-Basistunnel geopend. Het tweede deel van deze tunnel naar Baar is om financiële reden uitgesteld. Sindsdien rijden uitsluitend treinen van de S-Bahn Zürich over het traject van de Zürichseelinie.

### Ziegelbrücke - Näfels
Tussen Ziegelbrücke en Näfels werden twee trajecten aangelegd. In 1931 werd traject tussen Weesen en Näfels-Mollis gesloten en opgebroken. In 1969 werd het traject tussen Ziegelbrücke en Mühlehron vervangen door een nieuw traject. Het traject tussen Ziegelbrücke en Näfels-Mollis wordt tegenwoordig alleen gebruikt door regionale personentreinen die tussen Rapperswil en Linthal rijden.

## Treindiensten

### S-Bahn Zürich
Op dit traject rijden de treinen van de S-Bahn Zürich volgende lijnen:

### GlanerSprinter
De GlanerSprinter is de merknaam voor de RE (regionaal express trein) tussen Zürich HB en Swanden (ma/fr) / Linthal (za/zo)

## Aansluitingen
In de volgende plaatsen is of was er een aansluiting van de volgende spoorlijnen:

### Zürich HB
Zürich Hauptbahnhof (vaak afgekort als Zürich HB) is het grootste treinstation in Zürich. 

SBB-Bahnhof (spoor 3-18, 21-24, 51-54)
- Bazel - Zürich (SBB), spoorlijn tussen Zürich HB en Bazel
- Zürich - Bülach, spoorlijn tussen Zürich en Bülach
- Zürich - Zug, spoorlijn tussen Zürich en Zug
- Zürich - Winterthur (SBB), spoorlijn tussen Zürich HB en Winterthur
- Rechter Zürichseelinie (SBB), spoorlijn tussen Zürich HB en Rapperswil

SZU-Bahnhof (spoor 1-2)
- Sihltalbahn (SZU), spoorlijn tussen Zürich HB en Sihlbrugg
- Uetlibergbahn (SZU), spoorlijn tussen Zürich HB en Uetliberg

## Overname
Op 1 januari 1902 werd de NOB met zijn trajecten van totaal 853 kilometer en de Schweizer Bodenseeflotte overgenomen door de Schweizerische Bundesbahnen (SBB).

## Verkeersleiding
De Zürichseelinie werd in 1990 voorzien van een centrale verkeersleiding in Zürich HB voor het traject tussen Zürich HB en Pfäffikon (SZ) en in Ziegelbrücke voor het traject tussen Pfäffikon (SZ) - Ziegelbrücke en Näfels.

## Elektrische tractie
Het traject werd in 1933 geëlektrificeerd met een spanning van 15.000 volt 16 2/3 Hz wisselstroom.